# Orquestra de Girona
L'Orquestra de Girona (OdG), antigament anomenada Conjunt Orquestral de Girona, és una orquestra de cambra de corda fundada el 1996 i formada per 16 músics professionals de Girona i les seves comarques.
El seu repertori cobreix un ampli marc històric que va des del Barroc fins als autors contemporanis; i s'enfoca essencialment en el patrimoni musical català.

## Història
L'OdG va ser fundada el 1996. Des de l'any 1998 fins al 2004 va actuar en el Festival Castell de Peralada amb un repertori essencialment contemporani. Des de l'any 2005, duu a terme una temporada de concerts a l'Auditori-Palau de Congressos de Girona. En diverses ocasions ha participat en concerts organitzats per l'Auditori o l'Auditori de la Merçè de Girona. Ha participat en diverses edicions del Festival de Músiques Religioses i del Món de Girona i en festivals i cicles de dins i fora de Catalunya.
Ha actuat també amb solistes instrumentals i vocals com Michel Moragues, Jaime Martín, Ara Malikian, Hans van Kerckhoven, Michel Lethiec, Josep Pizarro, Maria Hinojosa, Raquel Andueza. També ha actuat amb formacions corals de Catalunya, com el Cor de Noies de l'Orfeó Català, el Cor Infantil de l'Orfeó Català, la Coral Belles Arts Sabadell, el Cor de Cambra de l'Auditori Enric Granados de Lleida, i amb nombroses formacions corals de la demarcació de Girona.

## Directors[1]
- Miquel Sunyer
- Càndid Rodríguez
- Pablo Heras-Casado
- Josep Vicent
- Jesús López Cobos
- Francesc Llongueres
- Marnix W.Steffen
- Xavier Puig

## Músics destacats
- Jaume Baró Coll
- Joan Baró Vila
- Josep Baró Güell
- Joan Bataller Admetlla
- Josep Maria Boix Rissech